# Ruby Blue
Ruby Blue est le 1er album studio et en solo de la chanteuse irlandaise Róisín Murphy.
Après la séparation du duo Moloko, Murphy commença à travailler avec le producteur Matthew Herbert. Les chansons contenues dans l'album ont été commercialisées dans 3 EP différents: Sequins 1, Sequins 2 et Sequins 3. L'album mixe les styles connus du groupe Moloko, avec des éléments jazzy et pop. Malgré une critique très enthousiaste, l'album ne fut pas véritablement un succès commercial. Deux singles en sont issus, If We're in Love et Sow Into You. Certaines chansons de l'album furent utilisées pour les séries TV Grey's Anatomy et So You Think You Can Dance. Ramalama (Bang Bang) est utilisée pour la publicité du parfum Lancôme.

## Pistes
| 1.    | Leaving the City              | 4:49 |
| 2.    | Sinking Feeling               | 3:32 |
| 3.    | Night of the Dancing Flame    | 3:26 |
| 4.    | Through Time                  | 5:58 |
| 5.    | Sow into You                  | 3:56 |
| 6.    | Dear Diary                    | 5:50 |
| 7.    | If We're in Love              | 4:31 |
| 8.    | Ramalama (Bang Bang)          | 3:35 |
| 9.    | Ruby Blue                     | 2:48 |
| 10.   | Off on It                     | 5:22 |
| 11.   | Prelude to Love in the Making | 0:53 |
| 12.   | The Closing of the Doors      | 3:29 |
| 48:14 |                               |      |

## Personnel
- Matthew Herbert, Róisín Murphy - production
- Alex Smith, Alexis Smith - ingénieurs du son
- Mandy Parnell - Mastering
- Simon Henwood - Direction artistique
- Róisín Murphy - chant
- David O'Higgins - saxophone
- Geoff Smith - cymbalum, tambour
- Max DeWardener - guitare basse, guitare basse acoustique
- Phil Parnell - piano
- Peter Wraight - flûte, trompette, bugle
- Trevor Mires - trombone

## Charts
| Charts (2005)  | Meilleure position |
| -------------- | ------------------ |
| Allemagne      | 43                 |
| Autriche       | 50                 |
| Belgique (Nl)  | 7                  |
| Belgique (Fr)  | 63                 |
| Europe Top 100 | 80                 |
| Finlande       | 29                 |
| Pays-Bas       | 49                 |
| Royaume-Uni    | 88                 |
| Suisse         | 43                 |